# Joaquim Massaguer i Vidal
Joaquim Massaguer i Vidal (Torroella de Montgrí, 21 de setembre de 1816 - Girona, 11 de març de 1888) fou un comerciant, industrial, polític i fotògraf.

## Biografia
Joaquim Massaguer nasqué a Torroella de Montgrí i fou el primogènit de deu germans, d'entre els quals, el fotògraf Ramon Massaguer i Vidal. Cap al 1830, s'establí a Girona. Massaguer es feu construir una casa a la travessia de les Dones i una torre, al costat de la muralla de Sant Cristòfol. Aquesta edificació, més endavant, fou coneguda com la Torre de la Francesa. L'any 1852, figurava entre els trenta primers contribuents de la ciutat i el 1867 fou el vintè contribuent a escala provincial per l'activitat comercial. Dedicat al món dels negocis, tractà amb la producció de paper, els ferros i també es dedicà a la fotografia d'estudi.
L'any 1864, obrí una galeria fotogràfica a la travessia de les Dones. Allí hi treballà el fotògraf Amís Unal com a operador. Més endavant, traslladà la galeria a la plaça de les Cols, on romandria fins a la fi de la seva activitat fotogràfica. També, dugué l'activitat fotogràfica a la Bisbal d'Empordà, on hi obrí una sucursal. Es dedicà a fer retrats familiars i individuals, com també a vendre postals i fotografies de personatges famosos de l'època. Fou un dels pioners en la introducció de l'art fotogràfic a la ciutat i la seva galeria fou, sens dubte, la més coneguda, la que tingué més prestigi i la que produí més retrats de gironins al segle xix.
Massaguer va pertànyer a la Milícia Nacional. Fou capità de la primera companyia i condecorat per participar en el moviment cívic del mes de setembre de 1840, a favor d’un canvi de govern en sentit progressista. Va ser elector i regidor, des de 1859 a 1862, abans de la revolució de setembre de 1868. Políticament, canvià de formació en els mesos immediats. Fou president del Comitè democràtic el 1868, però un cop elegit per formar part de l'Ajuntament, es va subscriure al manifest de la coalició monàrquica. Aleshores, estigué adscrit a la Tertúlia Liberal, entitat que també presidí.
Durant el període comprès entre el 12 de febrer de 1869 i el 21 de febrer 1872, fou l'alcalde de l'Ajuntament de Girona. En el transcurs del seu mandat, impulsà l'ús del sistema mètric decimal i es plantà l'Arbre de la Llibertat al bell mig de la plaça de les Cols, com a símbol de la nova etapa política. El 8 de juliol de 1869, s'inaugurà el monument commemoratiu de la Columna de la Constitució de 1869 que, inicialment, s'instal·là a la plaça de la Independència. A més, per acord del 29 de novembre de 1869, s'iniciaren els tràmits per reprendre els estudis universitaris a la ciutat i, el 1871, es concretà la creació de la companyia d’un cos de bombers. D’altra banda, Massaguer hagué d’acompanyar el rei Amadeu I, quan aquest visità la ciutat de Girona el 1871.
Fou membre de la milícia ciutadana dels Voluntaris de la Llibertat, de la qual va ser primer comandant. Va saber valorar el manuscrit que Guillermo Minali escrigué sobre el setge de Girona de 1809, l'adquirí als hereus del militar i, el 1872, el regalà a l'Ajuntament. Després del cop d'estat del general Pavía, Massaguer fou nomenat diputat provincial, per Llers, i membre de la Junta Provincial d’Ensenyament Primari. Milità a l’esquerra dinàstica i al partit constitucional de Práxedes Mateo Sagasta. En sintonia amb molts altres gironins, l’any 1884, envià un telegrama a Madrid perquè fos commutada la pena de mort als militars republicans Ferrandiz i Bellés, els quals foren finalment executats a Girona.
Massaguer fou un home actiu i compromès amb una varietat de negocis i activitats comercials. Entre 1874 i 1877, obtingué resolucions favorables per a l’aprofitament d’aigua del Ter, per aplicar-la com a motor d’una fàbrica de paper que pensava establir al terme de Santa Eugènia de Ter. No calgué, ja que ben aviat esdevingué propietari de la primera fàbrica moderna de paper, La Gerundense, la primera que existí a Catalunya pel procediment mecànic. L'empresa havia defallit, i Massaguer instà l’execució de l’embarg dels béns de la societat i es procedí a la subhasta. Ell mateix hi acudí i la posà a les seves mans i a les del seu gendre, Joan Salieti. L'any 1882, constituïren la societat Massaguer i Fills i Salieti, per tal de prosseguir la fabricació de paper. També, presidí el Sindicat Gremial de Girona. L'any 1886, s'ajuntà a altres comerciants i industrials gironins per a la creació d’una Cambra de Comerç, que es formalitzà tres anys després i tingué una vida efímera. Els reconeixements oficials li arribaren en forma de comanda de la Real i Americana Orde d'Isabel la Catòlica i la creu del mèrit militar.